# Łany (Boleszewo)
Łany – nieoficjalna części wsi Boleszewo w Polsce, położona w województwie zachodniopomorskim, w powiecie sławieńskim, w gminie Sławno.
W latach 1975–1998 miejscowość administracyjnie należała do województwa słupskiego.
Inne miejscowości o nazwie: Łany